# Surabaya
Surabaya är en kuststad på östra Java i Indonesien, och är belägen på Javas norra kust vid Masfloden och Madurasundet. Den är administrativ huvudort för provinsen Jawa Timur och har cirka 2,9 miljoner invånare. Storstadsområdet kallas Gerbangkertosusila, vilket är en akronym av namnen på områden som ingår. Folkmängden uppgick till 9,1 miljoner invånare vid folkräkningen 2010, vilket gör det till landets näst största storstadsområde. Mellan den 27 oktober och 20 november 1945 stod här ett av de största slagen under det Indonesiska självständighetskriget.

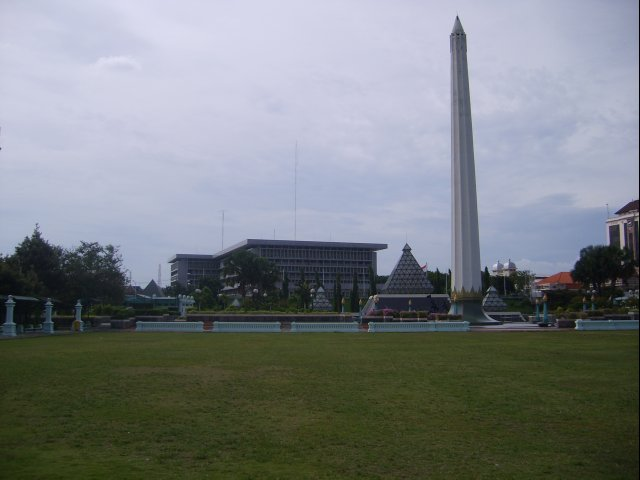
Hjältemonumentet efter slaget vid Surabaya.